# Képviselőház (Olaszország)
A Képviselőház (olaszul Camera dei Deputati; szó szerint „Képviselők Háza”) olaszországi törvényhozás alsóházaként működik, A törvényhozás felsőházaként működő olasz szenátussal (Senato della Repubblica, magyarul: a köztársaság szenátusa) közösen teszik ki az olasz parlamentet.

## A Képviselőház tagjainak a választása
Az alsóház képviselőit közvetlen módon az olasz állampolgárok szavazzák meg a parlamenti választások napján. A képviselők mandátuma 5 évre szól. A szenátussal ellentétben, ahol a megválasztott képviselőnek a választás napjáig be kell töltenie a 40. életévét, az alsóházban az alsó korhatár a 25. életév.
Az olasz alkotmány 61. cikkelye megszabja, hogy a parlamenti választásokat a parlamenti mandátumok lejárta előtt 70 nappal kell megtartani, a képviselők mandátumát meghatározó testületnek a választásoktól számított 20 napon belül kell összeülnie.

### Italicum-törvény
A 2015-ben megszavazott és életbe lépett választási törvény szerint, a Képviselőház tagjait a leadott szavazatok után arányos „kompenzációs listás” rendszerben választja ki, két fordulóban. A második fordulót csak abban az esetben tartják meg, ha egyetlen egy koalíció sem éri a 40%-ot illetve ha egyik koalíció sem kap meg legalább 340 mandátumot. Csak az a választási koalíciót illeti meg a kompenzációs lista, amely a 3%-os bejutási küszöböt teljesítette.

### Rosatellum-törvény
A Rosatellum néven ismert 2017/165-ös választási törvény a jelenleg hatályos választási törvény Olaszországban, amely a Képviselőháznak és a Szenátusnak is hasonló rendszert szab meg. 
Vegyes választási rendszer jött létre, amiben a mandátumokat 37%-át egyszerű többségi „győztes mindent visz” rendszerben, a mandátumok 61%-át arányos képviselet értelmében osztják ki azon pártoknak, akik átlépték egyénileg a bejutási küszöböt. A mandátumok 2%-át szintén arányos rendszerben a külföldi szavazatok alapján osztják ki. 
A törvénnyel változtatottak a bejutási küszöbön, annak érdekében, hogy a kormánytöbbséget biztosítani lehessen:
- Önálló listával rendelkező országosan induló pártok esetében: 3%
- Önálló listával rendelkező regionálisan induló pártok esetében: 20%
- Önálló listával rendelkező regionálisan induló pártok, amelyek egy adott különös státuszú régió (Szicília, Szardínia, Trentino Alto Adige, Friuli-Venezia Giulia, Valle d’Aosta),  elismert nyelvi kisebbségét képviselik: 20%
- Koalíciós listával rendelkező országosan induló pártszövetségek esetében: 10%

## A Képviselőház általános feladatai
A törvényhozás gyűlésein joga van részt venni a kormánynak a minisztereivel. Ha kötelezik erre, akkor a kormánynak kötelessége részt vennie a gyűléseken. Ugyanígy a kormány is kötelezhet a gyűlésen másokat válaszadásra.
A törvényhozás mandátuma 5 évre szól, azonban meghosszabbítható ez két esetben:
- Az olasz alkotmány 61. cikkelyének 2. szakasza szerint elhalasztás (prorogatorio) lép életbe, ami az újonnan megválasztott alsóház első ülésnapjáig tart.
- Az elhalasztás a 60. cikkely 2. szakasza szerint általános törvénykezéssel és hadiállapot fennállása esetén vezethető be.

### Képviselőházi többség megállapítása
A többség megállapítását az alkotmány 64. cikkelye tartalmazza. Az alsóház ülése akkor tekinthető érvényesnek, ha tagokból megszavazták a kormánytöbbséget. A kormánypárti többség 201 mandátum alapján jön létre. Ez a strukturális érvényesség, ami akkor jön létre, ha az ülés elnöke jóváhagyja. Ha a többség nincs meg, akkor az alsóház ülését feloszlatják vagy elnapolják.

## Képviselőházi szervezetek

### A Képviselőház elnöke
A 19. olasz törvényhozási időszakban a házelnök Lorenzo Fontana (Liga), aki 2022. október 14. óta tölti be ezt a tisztséget.

### Elnöki hivatal
Az Alsóház Elnöki Hivatala a következőképp jön létre:
- 5 alelnök, akik az elnökkel közösen vesznek részt az ülésen illetve az elnököt helyettesítik, az elnök távollétében.
- 3 háznaggyal
- Legalább 8 olyan képviselő, aki az ülésen az elnökkel együtt a szavazások törvényességét felügyeli az ülésen.

### Képviselőházi Bizottságok
Az alsóháznak 14 bizottsága működik: alkotmányügyi, igazságügyi, külügyi, honvédelmi, költségvetési, pénzügyi, kulturális-oktatási, környezetvédelmi, közlekedési-telekommunikációs, termelési, munkaügyi, társadalmi ügyek, mezőgazdasági és európai uniós ügyekkel foglalkozó bizottságok.

## Képviselőház elnökei

### Képviselőház elnökei 1948 óta
| N.  | Arckép           | Arckép                                                     | Neve (Születés-Halál)                  | Hivatali ideje    | Hivatali ideje                                       | Párt             | Parlamenti ciklus |
| --- | ---------------- | ---------------------------------------------------------- | -------------------------------------- | ----------------- | ---------------------------------------------------- | ---------------- | ----------------- |
| 1º  |                  |                                                            | Giovanni Gronchi (1887–1978)           | 1948. május 8.    | 1953. június 24.                                     | DC               | I (1948)          |
| 1º  | 1953. június 24. | 1955. április 29. (köztársasági elnöknek választották meg) | Giovanni Gronchi (1887–1978)           | II (1953)         |                                                      | DC               |                   |
| 2º  |                  |                                                            | Giovanni Leone (1908–2001)             | II (1953)         | 1955. május 10.                                      | 1958. június 11. | DC                |
| 2º  | 1958. június 12. | 1963. május 15.                                            | Giovanni Leone (1908–2001)             | III (1958)        |                                                      |                  | DC                |
| 2º  | 1963. május 16.  | 1963. június 21.                                           | Giovanni Leone (1908–2001)             | IV (1963)         |                                                      |                  | DC                |
| 3º  |                  |                                                            | Brunetto Bucciarelli-Ducci (1914–1994) | IV (1963)         | 1963. június 26.                                     | 1968. május 14.  | DC                |
| 4º  |                  |                                                            | Sandro Pertini (1896–1990)             | 1968. június 5.   | 1972. május 24.                                      | PSI              | V (1968)          |
| 4º  | 1972. május 25.  | 1976. július 4.                                            | Sandro Pertini (1896–1990)             | VI (1972)         |                                                      | PSI              |                   |
| 5º  |                  |                                                            | Pietro Ingrao (1915–2015)              | 1976. július 5.   | 1979. június 19.                                     | PCI              | VII (1976)        |
| 6º  |                  |                                                            | Nilde Iotti (1920–1999)                | 1979. június 20.  | 1983. július 11.                                     | PCI / PDS        | VIII (1979)       |
| 6º  | 1983. július 12. | 1987. július 1.                                            | Nilde Iotti (1920–1999)                | IX (1983)         |                                                      | PCI / PDS        |                   |
| 6º  | 1987. július 1.  | 1992. április 22.                                          | Nilde Iotti (1920–1999)                | X (1987)          |                                                      | PCI / PDS        |                   |
| 7º  |                  |                                                            | Oscar Luigi Scalfaro (1918–2012)       | 1992. április 24. | 1992. május 25. (köztársasági elnöknek választották) | DC               | XI (1992)         |
| 8º  |                  |                                                            | Giorgio Napolitano (1925– )            | 1992. június 3.   | 1994. április 14.                                    | PDS              | XI (1992)         |
| 9º  |                  |                                                            | Irene Pivetti (1963– )                 | 1994. április 16. | 1996. május 8.                                       | LN               | XII (1994)        |
| 10º |                  |                                                            | Luciano Violante (1941– )              | 1996. május 10.   | 2001. május 29.                                      | PDS / DS         | XIII (1996)       |
| 11º |                  |                                                            | Pier Ferdinando Casini (1955– )        | 2001. május 31.   | 2006. április 27.                                    | CCD / UDC        | XIV (2001)        |
| 12º |                  |                                                            | Fausto Bertinotti (1940– )             | 2006. április 29. | 2008. április 28.                                    | PRC              | XV (2006)         |
| 13º |                  |                                                            | Gianfranco Fini (1952– )               | 2008. április 30. | 2013. március 14.                                    | AN / PdL / FLI   | XVI (2008)        |
| 14º |                  |                                                            | Laura Boldrini (1961– )                | 2013. március 16. | 2018. március 24.                                    | SEL              | XVII (2013)       |
| 15º |                  |                                                            | Roberto Fico (1974– )                  | 2018. március 24. | 2022. október 13.                                    | M5S              | XVIII (2018)      |
| 16º |                  |                                                            | Lorenzo Fontana (1980–)                | 2022. október 14. | hivatalban                                           | LN               | XIX (2022)        |